# Copa Libertadores 1975
Navigation
Édition précédente Édition suivante
La Copa Libertadores 1975 est la 16e édition de la Copa Libertadores. Le club vainqueur de la compétition est désigné champion d'Amérique du Sud 1975 et se qualifie pour la Coupe intercontinentale 1975 et la Copa Interamericana 1975.
C'est le triple tenant du titre, le CA Independiente qui est à nouveau sacré cette année après avoir disposé en finale des Chiliens de l'Unión Española. C'est le sixième titre continental d'Independiente, le quatrième consécutif, une performance qui n'a jamais été réussie depuis. L'Unión Española est le deuxième club chilien à atteindre la finale en trois éditions. Deux joueurs se partagent le titre de meilleur buteur avec huit buts : le Péruvien Oswaldo Ramírez et l'Uruguayen Fernando Morena (déjà titré lors de l'édition précédente).
La compétition conserve le même format que lors de l'édition précédente : les vingt équipes engagées sont réparties en cinq poules (avec pour chaque poule deux clubs de deux pays). Seul le premier de chaque groupe accède au deuxième tour, qui remplace les demi-finales, où ils sont rejoints par le tenant du titre. Deux poules de trois sont formées et le meilleur de chaque poule se qualifie pour la finale, jouée en matchs aller-retour, avec un match d'appui éventuel en cas d'égalité sur les deux rencontres. 

## Clubs participants
- CA Independiente - Tenant du titre
- CA Rosario Central - Vainqueur de la Liguilla pré-Libertadores 1974
- Newell's Old Boys - 2e de la Liguilla pré-Libertadores 1974
- The Strongest La Paz - Vainqueur de la Copa Simón Bolivar 1974
- Club Deportivo Jorge Wilstermann - Finaliste de la Copa Simón Bolivar 1974
- Club de Regatas Vasco da Gama - Champion du Brésil 1974
- Cruzeiro Esporte Clube - Vice-champion du Brésil 1974
- Club Deportivo Huachipato - Champion du Chili 1974
- Club de Deportes Unión Española - Vainqueur de la Liguilla pré-Libertadores 1974
- Asociación Deportivo Cali - Champion de Colombie 1974
- Atlético Nacional - Vice-champion de Colombie 1974
- Liga Deportiva Universitaria de Quito - Champion d'Équateur 1974
- Club Deportivo El Nacional - Vice-champion d'Équateur 1974
- Cerro Porteño - Champion du Paraguay 1974
- Club Olimpia - Vice-champion du Paraguay 1974
- Club Universitario de Deportes - Champion du Pérou 1974
- Club Sport Unión Huaral - Vice-champion du Pérou 1974
- Club Atlético Peñarol - Champion d'Uruguay 1974
- Montevideo Wanderers Fútbol Club - Vice-champion d'Uruguay 1974
- Deportivo Galicia - Champion du Venezuela 1974
- Portuguesa FC - Vice-champion du Venezuela 1974

## Compétition

### Premier tour
| Rang | Équipe             | Pts | J | G | N | P | Bp | Bc | Diff |  | Résultats (▼ dom., ► ext.) | Ros | New | Oli | CPo |
| ---- | ------------------ | --- | - | - | - | - | -- | -- | ---- |  | -------------------------- | --- | --- | --- | --- |
| 1    | CA Rosario Central | 8   | 6 | 2 | 4 | 0 | 8  | 5  | +3   |  | CA Rosario Central         |     | 1-1 | 1-1 | 2-1 |
| 2    | Newell's Old Boys  | 8   | 6 | 3 | 2 | 1 | 9  | 8  | +1   |  | Newell's Old Boys          | 1-1 |     | 3-2 | 3-2 |
| 3    | Club Olimpia       | 7   | 6 | 2 | 3 | 1 | 7  | 5  | +2   |  | Club Olimpia               | 0-0 | 2-0 |     | 2-1 |
| 4    | Cerro Porteño      | 1   | 6 | 0 | 1 | 5 | 5  | 11 | -6   |  | Cerro Porteño              | 1-3 | 0-1 | 0-0 |     |

| Match d'appui pour la 1re place | CA Rosario Central | 1 - 0 | Newell's Old Boys | Stade Gigante de Arroyito, Rosario |  |
| 11 avril 1975                   | Kempes             |       |                   |                                    |  |

| Rang | Équipe                    | Pts | J | G | N | P | Bp | Bc | Diff |  | Résultats (▼ dom., ► ext.) | UEs | Hua | Str | JWi |
| ---- | ------------------------- | --- | - | - | - | - | -- | -- | ---- |  | -------------------------- | --- | --- | --- | --- |
| 1    | CD Unión Española         | 9   | 6 | 3 | 3 | 0 | 17 | 5  | +12  |  | CD Unión Española          |     | 7-2 | 4-0 | 4-1 |
| 2    | Club Deportivo Huachipato | 6   | 6 | 2 | 2 | 2 | 10 | 10 | 0    |  | Club Deportivo Huachipato  | 0-0 |     | 4-2 | 4-0 |
| 3    | The Strongest La Paz      | 6   | 6 | 2 | 2 | 2 | 8  | 11 | -3   |  | The Strongest La Paz       | 1-1 | 1-0 |     | 3-1 |
| 4    | CD Jorge Wilstermann      | 3   | 6 | 0 | 3 | 3 | 4  | 13 | -9   |  | CD Jorge Wilstermann       | 1-1 | 0-0 | 1-1 |     |

| Rang | Équipe                    | Pts | J | G | N | P | Bp | Bc | Diff |  | Résultats (▼ dom., ► ext.) | Cru | DCa | Nac | Vas |
| ---- | ------------------------- | --- | - | - | - | - | -- | -- | ---- |  | -------------------------- | --- | --- | --- | --- |
| 1    | Cruzeiro Esporte Clube    | 7   | 6 | 3 | 1 | 2 | 10 | 9  | +1   |  | Cruzeiro Esporte Clube     |     | 2-1 | 2-3 | 3-2 |
| 2    | Asociación Deportivo Cali | 6   | 6 | 2 | 2 | 2 | 5  | 5  | 0    |  | Asociación Deportivo Cali  | 1-0 |     | 0-0 | 2-1 |
| 3    | Atlético Nacional         | 6   | 6 | 2 | 2 | 2 | 7  | 8  | -1   |  | Atlético Nacional          | 1-2 | 2-1 |     | 1-1 |
| 4    | CR Vasco da Gama          | 5   | 6 | 1 | 3 | 2 | 7  | 7  | 0    |  | CR Vasco da Gama           | 1-1 | 0-0 | 2-0 |     |

| Rang | Équipe                     | Pts | J | G | N | P | Bp | Bc | Diff |  | Résultats (▼ dom., ► ext.) | LDU | Por | Gal | Nac |
| ---- | -------------------------- | --- | - | - | - | - | -- | -- | ---- |  | -------------------------- | --- | --- | --- | --- |
| 1    | LDU Quito                  | 9   | 6 | 3 | 3 | 0 | 12 | 7  | +5   |  | LDU Quito                  |     | 1-1 | 4-2 | 3-1 |
| 2    | Portuguesa FC              | 6   | 6 | 1 | 4 | 1 | 5  | 8  | -3   |  | Portuguesa FC              | 1-1 |     | 1-1 | 1-0 |
| 3    | Deportivo Galicia          | 5   | 6 | 1 | 3 | 2 | 7  | 6  | +1   |  | Deportivo Galicia          | 0-1 | 0-0 |     | 4-0 |
| 4    | Club Deportivo El Nacional | 4   | 6 | 1 | 2 | 3 | 8  | 11 | -3   |  | Club Deportivo El Nacional | 2-2 | 5-1 | 0-0 |     |

| Rang | Équipe                         | Pts | J | G | N | P | Bp | Bc | Diff |  | Résultats (▼ dom., ► ext.)     | Uni | Peñ | Wan | Hua |
| ---- | ------------------------------ | --- | - | - | - | - | -- | -- | ---- |  | ------------------------------ | --- | --- | --- | --- |
| 1    | Club Universitario de Deportes | 10  | 6 | 4 | 2 | 0 | 12 | 6  | +6   |  | Club Universitario de Deportes |     | 3-2 | 3-1 | 2-2 |
| 2    | Club Atlético Peñarol          | 8   | 6 | 4 | 0 | 2 | 13 | 7  | +6   |  | Club Atlético Peñarol          | 0-1 |     | 1-0 | 5-2 |
| 3    | Montevideo Wanderers           | 3   | 6 | 1 | 1 | 4 | 8  | 10 | -2   |  | Montevideo Wanderers           | 0-2 | 1-2 |     | 4-0 |
| 4    | Club Sport Unión Huaral        | 3   | 6 | 0 | 3 | 3 | 7  | 17 | -10  |  | Club Sport Unión Huaral        | 1-1 | 0-3 | 2-2 |     |

### Deuxième tour
| Rang | Équipe                         | Pts | J | G | N | P | Bp | Bc | Diff |  | Résultats (▼ dom., ► ext.)     | UEs | UDe | LDU |
| ---- | ------------------------------ | --- | - | - | - | - | -- | -- | ---- |  | ------------------------------ | --- | --- | --- |
| 1    | CD Unión Española              | 5   | 4 | 2 | 1 | 1 | 7  | 6  | +1   |  | CD Unión Española              |     | 2-1 | 2-0 |
| 2    | Club Universitario de Deportes | 4   | 4 | 1 | 2 | 1 | 4  | 4  | 0    |  | Club Universitario de Deportes | 1-1 |     | 2-1 |
| 3    | LDU Quito                      | 3   | 4 | 1 | 1 | 2 | 5  | 6  | -1   |  | LDU Quito                      | 4-2 | 0-0 |     |

| Rang | Équipe                 | Pts | J | G | N | P | Bp | Bc | Diff |  | Résultats (▼ dom., ► ext.) | Ind | Ros | Cru |
| ---- | ---------------------- | --- | - | - | - | - | -- | -- | ---- |  | -------------------------- | --- | --- | --- |
| 1    | CA IndependienteT      | 4   | 4 | 2 | 0 | 2 | 5  | 4  | +1   |  | CA Independiente           |     | 2-0 | 3-0 |
| 2    | CA Rosario Central     | 4   | 4 | 2 | 0 | 2 | 5  | 5  | 0    |  | CA Rosario Central         | 2-0 |     | 3-1 |
| 3    | Cruzeiro Esporte Clube | 4   | 4 | 2 | 0 | 2 | 5  | 6  | -1   |  | Cruzeiro Esporte Clube     | 2-0 | 2-0 |     |

- CA Independiente se qualifie pour la finale grâce à une meilleure différence de buts.

### Finale
| 18 juin 1975 | CD Unión Española | 1 – 0 | CA Independiente | Estadio Nacional, Santiago                                |                                                           |
|              | Ahumada 87e       |       |                  | Spectateurs : 43 200 Arbitrage : José Luis Martínez Bazán | Spectateurs : 43 200 Arbitrage : José Luis Martínez Bazán |

| 25 juin 1975 | CA Independiente                     | 3 – 1 | CD Unión Española | Stade Libertadores de América, Avellaneda      |                                                |
|              | Rojas 1re · Pavoni 58e · Bertoni 83e |       | Las Heras 46e     | Spectateurs : 60 000 Arbitrage : Ramón Barreto | Spectateurs : 60 000 Arbitrage : Ramón Barreto |

| 25 juin 1975 | CA Independiente              | 2 – 0 | CD Unión Española | Estadio Defensores del Chaco, Asuncion        |                                               |
|              | Ruíz Moreno 29e · Bertoni 65e |       |                   | Spectateurs : 55 000 Arbitrage : Edison Pérez | Spectateurs : 55 000 Arbitrage : Edison Pérez |

| Vainqueur de la Copa Libertadores 1975 |
| -------------------------------------- |
| Independiente Sixième titre            |